# Distretto di Holosiïv
Il distretto di Holosiïv (in ucraino Голосіївський район?; in russo Голосеевский район?) è uno dei 10 distretti amministrativi in cui è suddivisa la città di Kiev.

## Storia

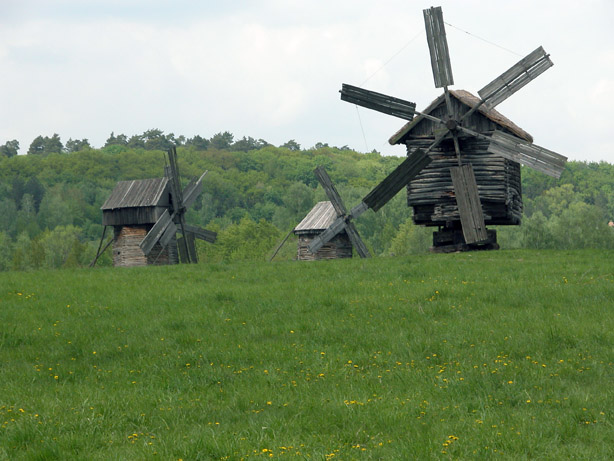
Museo nazionale dell'architettura popolare e della vita dell'Ucraina, museo a cielo aperto nel territorio del distretto

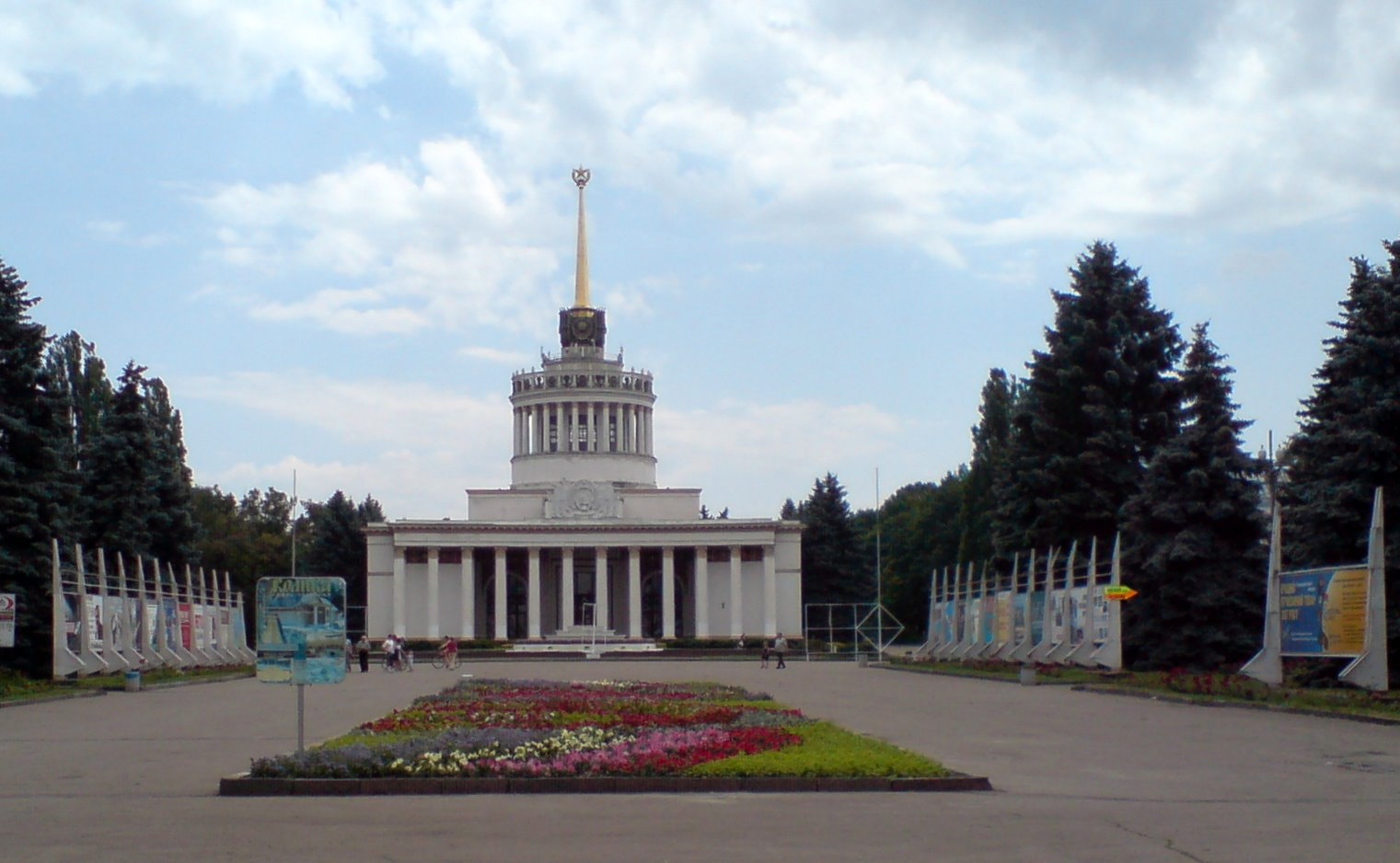
Expocenter

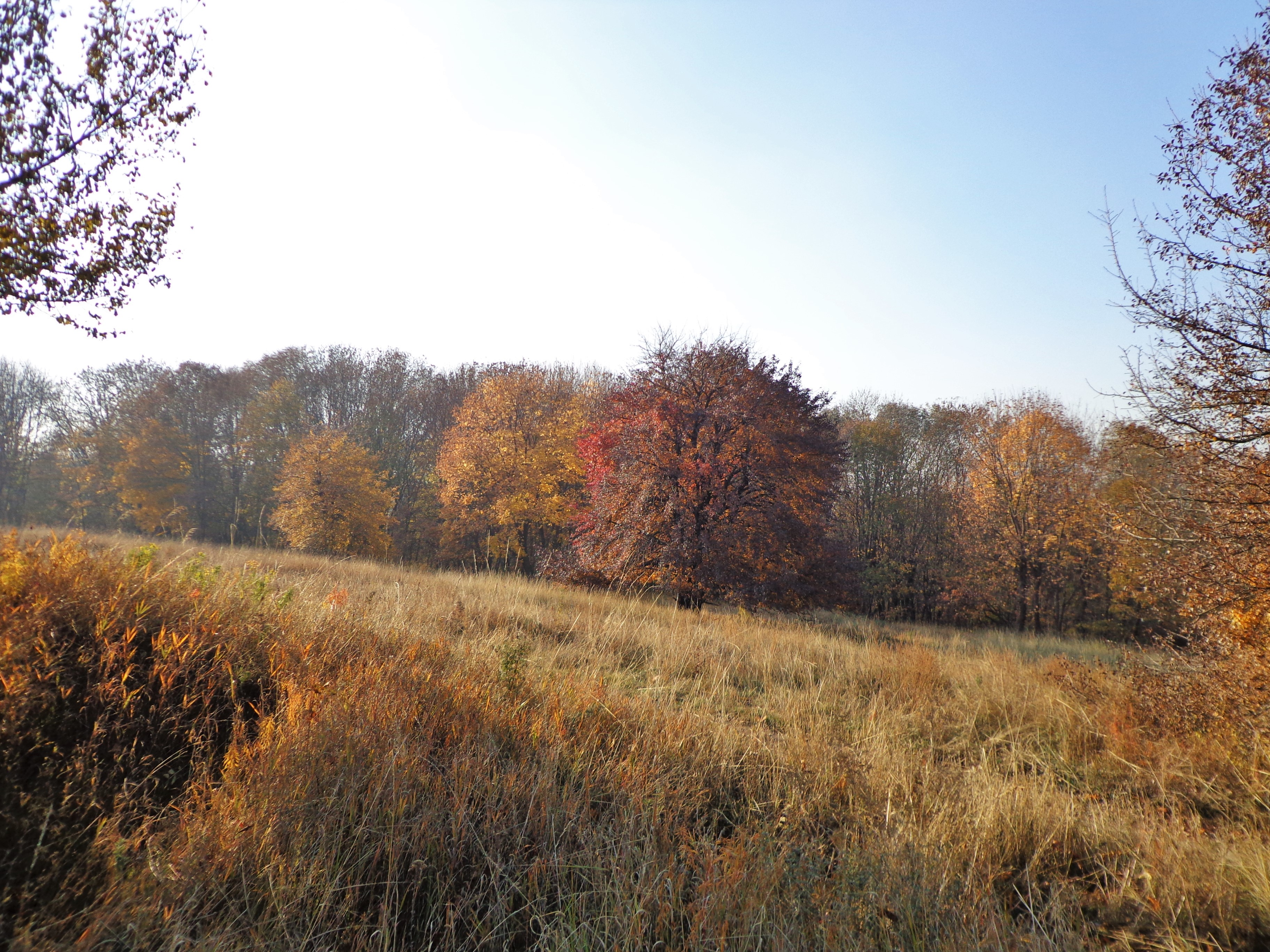
Lysa Hora

La prima citazione dell'area si trova nella descrizione di un possedimento del monastero delle Grotte di Kiev risalente al 1541. Attorno alla metà del XVII secolo l'area era ancora coperta di foreste e poco abitata e in seguito divenne territorio di proprietà della nobiltà ecclesiastica. Lo sviluppo moderno del distretto iniziò negli anni trenta del XIX secolo ma fu solo all'inizio del secolo seguente che si arricchì di collegamenti anche ferroviari e conobbe l'industrializzazione. Tra il 1917 e il 1921, dopo la rivoluzione d'ottobre molta parte boschiva venne distrutta. Durante la seconda guerra mondiale in questo territorio venne stabilita una linea di difesa contro l'invasione della Germania nazista.

## Descrizione
Il distretto di Holosiïv è un distretto nella parte sud occidentale di Kiev, sulla riva destra del fiume Dnepr. Ha una superficie di 156 km² con 251026 residenti. Molta parte del territorio è ancora occupata da aree verdi, come Lysa Hora.